# Ève Metais
Pour les articles homonymes, voir Métais.
Ève Metais est une journaliste française de télévision.

## Biographie
Elle commence sa carrière, en 1981 sur Antenne 2, comme présentatrice de l'émission de l'Institut national de la consommation, D'accord pas d'accord, réalisée jusqu'en 1986 par Laurène L'Allinec.
De 1999 à 2008, elle présente le journal de la nuit sur France 2, en alternance avec Laurence Piquet et Jean-Claude Renaud, avant de redevenir reporter pour France 2, où elle est déléguée syndicale de la CGT 
A la fin du JT de la nuit, elle est reporter et rédactrice en chef adjointe des journaux de Télématin et de 13 heures.
En janvier 2008, elle met en demeure Ségolène Royal (ainsi que les éditions Grasset) de rectifier ou de supprimer un passage de son livre Ma plus belle histoire, c'est vous. La femme politique française y insinue qu'Ève Métais, alors journaliste du service économique de France 2, a été placardisé en 1993 sur le fait de Nicolas Sarkozy, alors ministre du Budget et porte-parole du gouvernement d'Édouard Balladur à la suite d'un reportage critique diffusé dans le journal télévisé. « Elle a bien été placardisée, reconnait alors son avocat, mais cela n'était pas du fait de M. Sarkozy ».